# Macrobiotus norvegicus
Macrobiotus norvegicus är en djurart som tillhör fylumet trögkrypare, och som beskrevs av Mihelcic 1971. Macrobiotus norvegicus ingår i släktet Macrobiotus och familjen Macrobiotidae. Inga underarter finns listade i Catalogue of Life.